# Quercus kongshanensis
Quercus kouangsiensis — вид рослин з родини букових (Fagaceae), ендемік південно-центральних областей Китаю. Таксон за деякими даними вважається синонімом Quercus engleriana. 

## Середовище проживання
Ендемік південно-центральних регіонів Китаю (Сичуань).